# Maria Island nationalpark
Maria Island nationalpark är en 115,5 km² stor nationalpark som består av hela Maria Island på Tasmaniens östkust. Parken inrättades den 6 juni 1972.

## Vegetation
Den mest omfattande vegetationen består av öppen skog med tasmansk väneukalyptus (Eucalyptus obliqua) samt buskar. Totalt har 566 växtarter noterats på ön, varav 56 är endemiska på Tasmanien.

## Fauna

### Däggdjur
När de första européerna kom till ön var de största däggdjuren Thylogale billardierii, vanlig pungekorre och kortnäbbat myrpiggsvin, mindre däggdjur som Hydromys chrysogaster och Rattus lutreolus velutinus finns också naturligt.

### Fåglar
129 fågelarter har observerats på ön, bland annat hönsgås och tasmanpardalote, den senare endemisk på Tasmanien.
5 procent av den hotade populationen av svalparakit häckar på ön.

### Reptiler och amfibier
De tre tasmanska ormarterna Notechis ater, Austrelaps superbus och Drysdalia coronoides finns, liksom Tiliqua nigrolutea jämte sex andra arter skinkar och fem grodarter.

## Marin flora och fauna

### Marin flora
Den marina floran inkluderar bland annat Cystophora torulosa, Acrocarpia paniculata, Ecklonia, Heterozostera tasmanica och Amphibolis antarctica.

### Marin fauna
Den marina faunan består av en stor variation av djur som Sabellastarte, Petricia vernicina, Austrofromia polypora, Jasus edwardsii, Comanthus trichoptera, Nemadactylus macropterus, Caesioperca lepidoptera och Girella elevata.